# Wereldmuseum Leiden

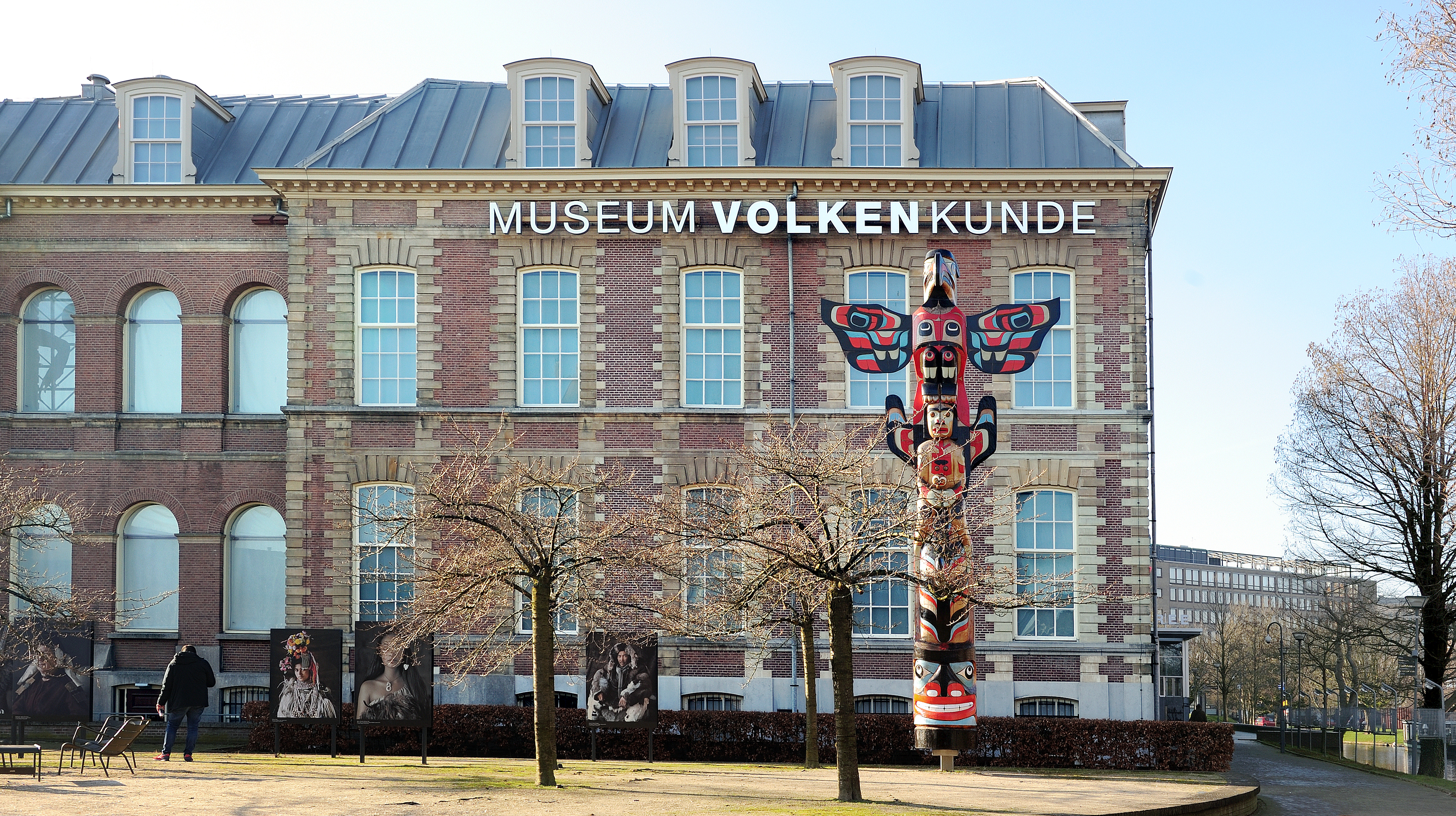
Museum für Völkerkunde in Leiden, Steenstraat

Das Wereldmuseum Leiden (deutsch Weltmuseum Leiden), bis 2023 Museum Volkenkunde (Museum für Völkerkunde), bis 2005 Rijksmuseum voor Volkenkunde (Reichsmuseum für Völkerkunde) ist ein ethnologisches Museum in der niederländischen Stadt Leiden. Es wurde 1837 als erstes Museum seiner Art in Europa gegründet und genießt mit seinen gut dokumentierten berühmten Sammlungen bis heute international ein großes Ansehen. Seit 2014 ist es einer der vier Standorte des Nationaal Museum van Wereldculturen.

## Aufbau der Bestände
König Willem I der Niederlande (1772–1843) hatte bereits 1816 ein Kabinett mit chinesischen Raritäten angelegt, das 1821 in ein neu geschaffenes Königliches Raritätenkabinett einging. 1826 wurde die Sammlung von Jan Cock Blomhoff (1779–1853) angekauft, der von 1817 bis 1823 die niederländische Handelsstation Dejima (Nagasaki) geleitet hatte. 1832 kam die von Johannes Gerhard Frederik van Overmeer Fischer (?–1848) in Japan zusammengetragene Kollektion hinzu. Dann brachte der aus Fernost zurückgekehrte Arzt und Japanforscher Philipp Franz von Siebold (1796–1866) seine Schätze ein. Er hatte während seines Aufenthaltes in Japan (1823–1829) im Dienste der niederländischen Ostindien-Kompanie  (Vereenigde Oostindische Compagnie) eine Fülle natur- und völkerkundlicher Objekte zusammengetragen. Ein Großteil hiervon bildete nun mit den zuvor erworbenen Sammlungen den Grundstock des 1837 gegründeten Museums. 1903 übernahm das Museum zusätzlich die umfangreiche ethnologische Sammlung des Rijksmuseums van Outheden.
Heute hütet das Museum Objekte aus Afrika, Grönland, China, Indonesien, Japan, Korea, Lateinamerika, Nordamerika, Ozeanien und weiten Teilen Asiens.

## Institutionelle Geschichte
Das Rijks Japansch Museum Von Siebold bekam angesichts der Erweiterung des Sammlungsgebiets 1864 den Namen Rijks Ethnographisch Museum. Es wurde 1931 in Rijksmuseum van Ethnographie und vier Jahre später in Rijksmuseum voor Volkenkunde umbenannt. Das 1923 gegründete Volkenkundig Museum Justinus van Nassau am Standort der Koninklijke Militaire Academie in Breda wurde 1970 eine Zweigstelle des Rijksmuseums in Leiden. 1993 wurde es geschlossen und seine Bestände nach Leiden überführt. 
Der Name des Museums wurde 2005 zu Museum Volkenkunde verkürzt. Das Leidener Museum für Völkerkunde fusionierte 2014 mit dem Tropenmuseum in Amsterdam und dem Afrika Museum in Berg en Dal zum Nationaal Museum van Wereldculturen (Nationalmuseum der Weltkulturen), als vierter Standort kam 2017 das Wereldmuseum Rotterdam hinzu. Zum 4. Oktober 2023 wurde das Museum für Völkerkunde in Wereldmuseum Leiden umbenannt. Damit soll die Zugehörigkeit zu der übergeordneten Institution deutlicher werden („Wir sind ein Museum an vier Standorten“).